# NGC 144
NGC 144 es una galaxia espiral localizada en la constelación de Cetus. Fue descubierta en 1886 por Frank Muller.